# Беверли Бич (Флорида)
Беверли Бич (енгл. Beverly Beach) град је у америчкој савезној држави Флорида. По попису становништва из 2010. у њему је живело 338 становника.

## Демографија
Према попису становништва из 2010. у граду је живело 338 становника, што је 209 (38,2%) становника мање него 2000. године.
| Група             | 2000.       | 2010.       |
| Белци             | 528 (96,5%) | 335 (99,1%) |
| Афроамериканци    | 1 (0,2%)    | 0 (0,0%)    |
| Азијати           | 1 (0,2%)    | 0 (0,0%)    |
| Хиспаноамериканци | 1 (0,2%)    | 2 (0,6%)    |
| Укупно            | 547         | 338         |